# Aérodrome de Courtenay
L'aérodrome de Courtenay est un aérodrome situé en Colombie-Britannique, au Canada.